# Westerdale
Westerdale est un village et une paroisse civile du Yorkshire du Nord, en Angleterre. Il est situé dans le district de Scarborough, à une vingtaine de kilomètres à l'ouest de Whitby. Au moment du recensement de 2011, il comptait 149 habitants.
Le fleuve Esk prend sa source aux Esklets, dans Westerdale Moor.

## Étymologie
Westerdale dérive du vieux norrois vestari et dalr, désignant une vallée située à l'Ouest. Ce nom est attesté vers 1030 sous la forme Wicstow.

## Les Templiers et les Hospitaliers
La commanderie de Westerdale fut une possession de l'ordre du Temple jusqu'en 1309, date de la suppression de l'Ordre. Les biens passèrent alors aux Hospitaliers de l'ordre de Saint-Jean de Jérusalem.